# Scurcola Marsicana
Scurcola Marsicana település Olaszországban, Abruzzo régióban, L’Aquila megyében. Lakosainak száma 2670 fő (2023. január 1.). Scurcola Marsicana Capistrello, Magliano de’ Marsi, Massa d’Albe, Tagliacozzo és Avezzano községekkel határos.

## Népesség
A település lakossága az elmúlt években az alábbi módon változott:
| Lakosok száma | 2778 | 2794 | 2670 |
|               | 2017 | 2018 | 2023 |